# Andrzej Lubowski
Andrzej Lubowski (ur. 1948) – polski ekonomista, bankowiec i publicysta. Autor biografii polsko-amerykańskiego politologa Zbigniewa Brzezińskiego, zatytułowanej Zbig. Człowiek, który podminował Kreml.

## Życiorys
Absolwent Szkoły Głównej Handlowej w Warszawie i Uniwersytetu Warszawskiego. Od 1982 mieszka w Stanach Zjednoczonych, gdzie ukończył studia na Uniwersytecie Stanforda w Kalifornii i Uniwersytecie Kalifornijskim w Berkeley. Dziesięć lat zajmował kierownicze stanowiska w Citibanku w Kalifornii i Nowym Jorku. Przez dziewięć lat był odpowiedzialny za strategię Visy w Ameryce. Członek rad nadzorczych i doradca amerykańskich oraz europejskich firm.

## Publikacje książkowe
- 2007: Kontuzjowane mocarstwo. Siła i słabość Ameryki[1]
- 2011: Zbig. Człowiek, który podminował Kreml[1]
- 2013: Świat 2040. Czy Zachód musi przegrać? (ISBN 978-83-24-02048-5)
- 2015: Alfabet amerykański (ISBN 978-83-268-2302-2)